# Piilo, Kaluș
Piilo (în ucraineană Пійло) este localitatea de reședință a comunei Piilo din raionul Kaluș, regiunea Ivano-Frankivsk, Ucraina.

## Demografie
Componența lingvistică a localității Piilo
     Ucraineană (99,63%)
     Alte limbi (0,38%)
Conform recensământului din 2001, majoritatea populației localității Piilo era vorbitoare de ucraineană (99,63%), existând în minoritate și vorbitori de alte limbi.